# فرودگاه بین‌المللی دونتسک
فرودگاه بین‌المللی دونتسک (به انگلیسی: Donetsk International Airport) (به زبان بومی: Міжнародний аеропорт "Донецьк") یک فرودگاه همگانی با کد یاتا DOK است که یک باند فرود بتن دارد و طول باند آن ۴۰۰۰ متر است. این فرودگاه در شهر دونتسک کشور اوکراین قرار دارد و در ارتفاع ۲۴۱ متری از سطح دریا واقع شده‌است.

## نگارخانه

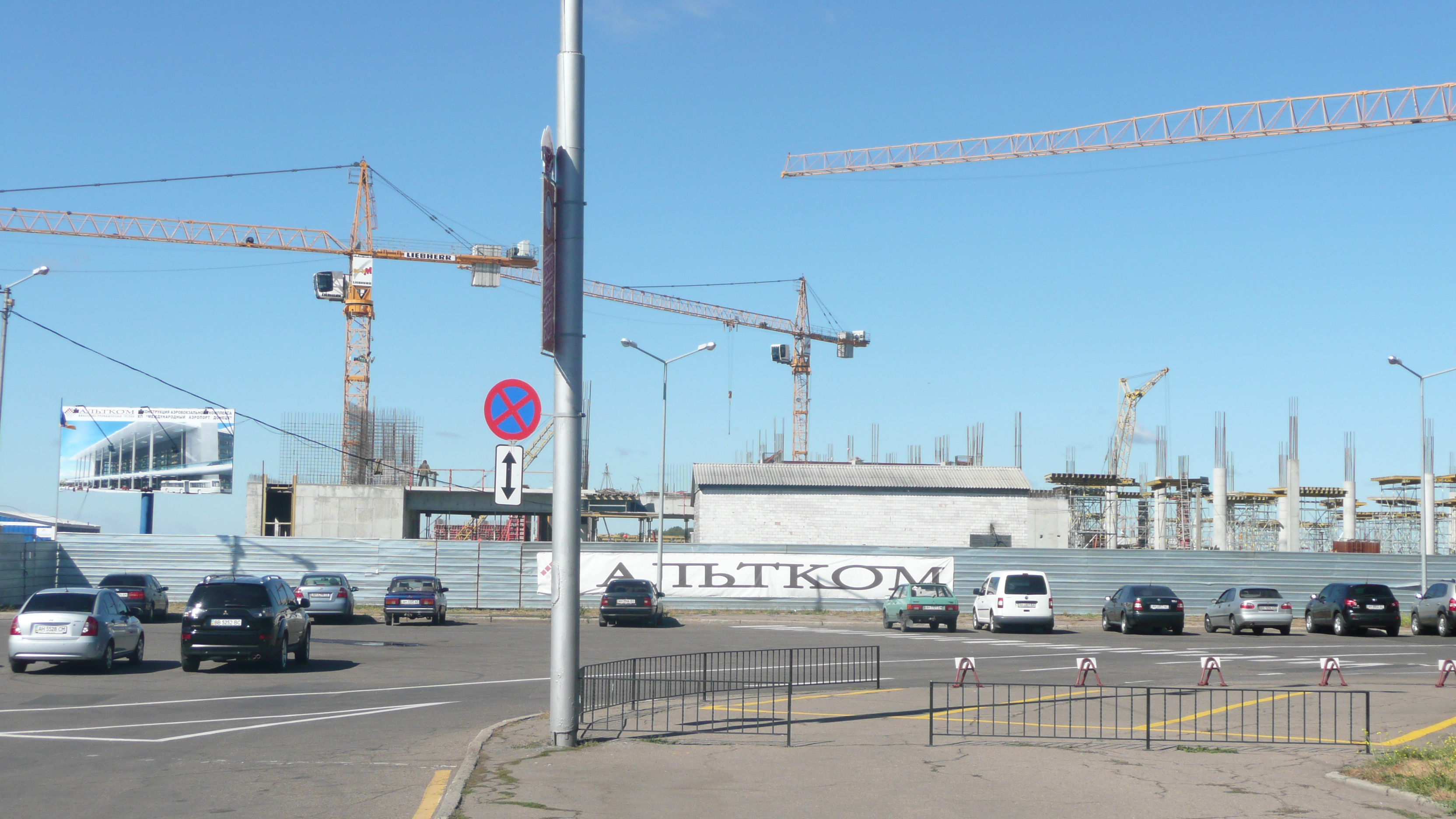